# Yazhou Zhoukan
Yazhou Zhoukan (亞洲週刊; Yàzhōu Zhōukān) är en kinesiskspråkig tidskrift om internationell politik, ekonomi och kultur. Yazhou Zhoukan grundades 1987 och är världens enda internationella affärstidning på kinesiska.
Yazhou Zhoukan distribueras i alla större städer i Sydostasien och ges ut av Yazhou Zhoukan Limited som har sitt säte i Hongkong. Sedan 2006 är Yazhou Zhoukan Limited  ett dotterföretag till Media Chinese International Limited.
Huvuddelen av Yazhou Zhoukans läsare kommer från Hongkong, Singapore, Malaysia, Taiwan och Fastlandskina. Majoriteten av läsarna är höginkomsttagare, högre chefer och entreprenörer.